# À une mendiante rousse
À une mendiante rousse est un poème de Charles Baudelaire (1821-1867) publié dans la section Tableaux parisiens des Fleurs du mal.

## Situation
À une mendiante rousse est le troisième poème de la section Tableaux Parisiens. Ce poème a donc un rôle secondaire dans le recueil, mais il illustre parfaitement la vision paradoxale de l'artiste sur le monde qui l'entoure. Cette pièce parut d’abord dans le journal Le Présent du 15 novembre 1857, avec deux autres de la section des Tableaux Parisiens : Paysage et le Soleil.

## Forme
C'est un poème plutôt long dans l'œuvre de Baudelaire. Il est composé de 14 quatrains, donc de 56 vers. Dans chaque quatrain, il y a trois vers impairs et un vers pair. Le poème s’articule en trois parties. Après l’éloge de la jeune mendiante, l’auteur nous plonge dans ses pensées, avant de revenir subitement à la réalité.

## Postérité
- Le groupe La Tordue a mis ce poème en musique dans l'album T'es fou, publié en 1997.
- Léo Ferré a mis en musique ce poème et l'a enregistré à titre de maquette en 1977, sans jamais l'officialiser de son vivant. La chanson a été créée en disque par Jean-Louis Murat en 2007 sur l'album Charles et Léo. La version de Ferré a finalement été publiée avec vingt autres poésies de Baudelaire dans l'album posthume intitulé Les Fleurs du mal (suite et fin) (2008).
- Georges Chelon a mis ce poème en musique dans l'album Georges Chelon chante Les Fleurs du mal / Charles Baudelaire / Volume 2, publié en 2006.